# Farmacevtski terminološki slovar
Farmacevtski terminološki slovar je terminološki slovar, v katerem so na enem mestu zbrani in razloženi najpomembnejši izrazi, ki se uporabljajo na ožjem področju farmacije. Sistem poimenovanja je pregleden in urejen in je tako v veliko pomoč farmacevtom in laični javnosti. Vsebuje okoli 5500 strokovnih izrazov iz različnih področij farmacije, in sicer farmacevtske tehnologije, analize in kakovosti zdravil, učinkovin s farmakoterapijo in pomožnih snovi, lekarniške farmacije, farmacevtske biotehnologije, farmacevtske regulative, farmakognozije, alternativnih metod zdravljenja in klinične farmacije. Slovar je namenjen farmacevtom, študentom in laikom, torej vsem, ki jih to področje znanosti zanima. Nekatere razlage zahtevajo predznanje iz kemije, fizike in biologije.                      
| Zgled gesla |
| --- |
| absórpcija -e ž 1. vsrkavanje plinov, vode, drugih snovi in svetlobe PRIM.: adsórpcija (2) ang.: absorption lat.: absorptio, absorptionis f 2. pri fotometriji zmanjšanje energijskega toka ali toka delcev pri prehodu skozi snov, npr. izguba energije žarkov ob prehodu skozi tkivo ali kakšno drugo snov zaradi interakcije žarkov s snovjo S: vsrkávanje ang.: absorption lat.: absorptio, absorptionis f 3. v fiziologiji prehod snovi iz hrane v krvni obtok, ki poteka v tankem črevesju ang.: absorption lat.: absorptio, absorptionis f 4. farmakokin. → absórpcija zdravílnih učinkovín |

## Nastanek
Slovar je delo slovenskih farmacevtov na področju slovenskega farmacevtskega izrazja in sodelovanja z Inštitutom za slovenski jezik Frana Ramovša ZRC SAZU, zlasti s Sekcijo za terminološke slovarje. Leta 2007 je Ferdinand Humski v samoizložbi izdal Srednješolski farmacevtski slovar, kar je nakazovalo potrebo po farmacevtski terminologiji v slovenskem jeziku. Konec leta 2007 je bil med Fakulteto za farmacijo Univerze v Ljubljani, Javno agencijo Republike Slovenije za zdravila in medicinske pripomočke, Slovenskim farmacevtskim društvom, Lekarniško zbornico Slovenije in Inštitutom za slovenski jezik Frana Ramovša ZRC SAZU podpisan dogovor o izdelavi farmacevtskega terminološkega slovarja. Slovar naj bi bil dokončan že leta 2010, a se je zaradi obsega delo zavleklo. Vključena so bila namreč tudi novejša področja, zato je bil slovar obsežnejši, kot je bilo sprva pričakovano. Tudi izrazje je raznovrstno, saj je del že od nekdaj slovenski, del pa prihaja iz latinščine, danes pa tudi iz angleščine. Projekt je finančno podprlo več kot 60 farmacevtskih podjetij.

## Vsebina in ureditev
Farmacevtski terminološki slovar je razlagalni, normativni in večjezični slovar slovenske farmacevtske terminologije. Vsebuje 5614 slovarskih člankov in je v celoti izdelan na podlagi slovenskega gradiva. 
Slovar je večdelen, vsebuje namreč uvodni del, slovensko-angleško-latinski slovar (iztočnice so razložene s kazalko na ustreznejši izraz, običajno z angleškim in latinskim ustreznikom), knjižna izdaja pa obsega še angleško-slovenski in latinsko-slovenski slovar ter dodatke in vire.
Slovar vsebuje:
- sodobno nelastnoimensko farmacevtsko izrazje, le občasno posega v zgodovino;
- del izrazov s področja dobre proizvodne prakse;
- pogostejša lastna imena;
- poimenovanja za poklice in strokovne izraze (v moški obliki);
- veliko mednarodno uporabljanih kratic (npr. ADR = adverse drug reaction, neželeni učinek zdravila);
- latinske okrajšave, ki se uporabljajo na zdravniških receptih;
- nekaj strokovnih pogovornih izrazov;
- nekaj žargonskih izrazov, ki jih uporabljajo laiki in strokovnjaki;
- angleške in latinske ustreznike za večji del izrazja.

Slovar ne vsebuje:
- lastniških imen zdravil;
- zdravilnih učinkovin, kemijskih, anatomskih in drugih izrazov, ki so lahko uporabljeni v razlagah;
- večine medicinskih pripomočkov, ki se uporabljajo v bolnišnicah.

## Izrazje glede na področje rabe
Slovar vsebuje farmacevtsko izrazje naslednjih področij, ki so našteta po abecednem vrstnem redu: analiza zdravil, biomedicina, farmacevtska biotehnologija, farmacevtska informatika, farmacevtska kemija, farmacevtska tehnologija, farmacevtska zakonodaja, farmakoekonomika, farmakoepidemiologija, farmakognozija, farmakokinetika, farmakologija, homeopatija, imunologija, klinična kemija, laboratorijska medicina, lekarniška in socialna farmacija, medicinski pripomočki, toksikologija.
Slovarska gesla imajo oznako področja, na katerem se uporabljajo, če pa je izraz značilen za več področij, nima nobene oznake. 

## Vrste in zgradba slovarskega članka
Izrazje je prikazano v slovarskih člankih in vsak strokovni izraz je iztočnica samostojnega slovarskega članka. Iztočnice so eno-, dvo- ali večbesedne in praviloma v ednini. Posebnost so le poimenovanja, ki so v prvem pomenu prikazana kot edninski, v drugem pa kot množinski samostalniki.